# Molí d'en Puigvert (Palafolls)
El Molí d'en Puigvert és una obra de Palafolls (Maresme) inclosa a l'Inventari del Patrimoni Arquitectònic de Catalunya.

## Descripció
És un edifici d'un sol cos situat a la vora d'un dels múltiples rierols de la plana baixa de la Tordera. De grans dimensions, finestres i portes són obertes amb motllures d'estil clàssic, fet que dona a l'edifici una forta presència entre els canyissars i el bosc riberenc. Per les obertures d'entrada i sortida d'aigua el molí degué fer un gran servei, ja que l'altre més pròxim, el Molí de Júlia, es troba pels volts de Sant Ponç, dins el terme de Tordera. L'edifici es troba molt deteriorat i només resten les quatre parets mestres. No fa gaires anys desaparegueren les teules del sostre, i, anteriorment, fou desmuntada l'antiga maquinària. Aquest tipus de construcció tendiren a desaparèixer amb la introducció de la força elèctrica i amb la disminució del cabal del riu.